# Knut Nevermann
Knut Nevermann (* 6. Januar 1944 in Hamburg; † 24. Juli 2024 in Berlin) war ein deutscher Jurist und politischer Beamter (SPD). Von November 2010 bis Dezember 2014 war er Staatssekretär für Wissenschaft in der Berliner Senatsverwaltung für Bildung, Wissenschaft und Forschung (ab 1. Dezember 2011: Senatsverwaltung für Bildung, Jugend und Wissenschaft). Zuvor war er in ähnlicher Funktion bereits in Hamburg und Sachsen tätig.

## Leben
Knut Nevermann war der Sohn des früheren Hamburger Bürgermeisters Paul Nevermann und dessen Ehefrau Grete, geb. Faden. Seine Geschwister waren Jan Nevermann und Anke Fuchs.
Nevermann studierte nach dem Abitur 1963 Rechtswissenschaft zunächst in Hamburg und München und ab 1965 in Berlin. Dort wurde das SPD- und SHB-Mitglied im Februar 1966 zum AStA-Vorsitzenden der Freien Universität Berlin gewählt. 1967 war er Gründungsmitglied des Republikanischen Clubs in West-Berlin. Im selben Jahr nahm er am Kongress Bedingungen und Organisation des Widerstands teil (gemeinsam mit Rudi Dutschke, Jürgen Habermas u. a.).
Von 1970 bis 1973 war Knut Nevermann Mitarbeiter beim Deutschen Bildungsrat. Nach dem zweiten juristischen Staatsexamen war er von 1974 bis 1986 Mitarbeiter des Max-Planck-Instituts für Bildungsforschung in Berlin. Nach einer juristischen Promotion 1981 habilitierte sich Nevermann 1986 in Berlin für Politikwissenschaft und leitete anschließend bis 1988 das Landesinstitut für Schule und Weiterbildung in Soest. Seit den sechziger Jahren war er Mitherausgeber der Blätter für deutsche und internationale Politik.
Knut Nevermann war verheiratet und hatte eine Tochter.

## Politische Ämter

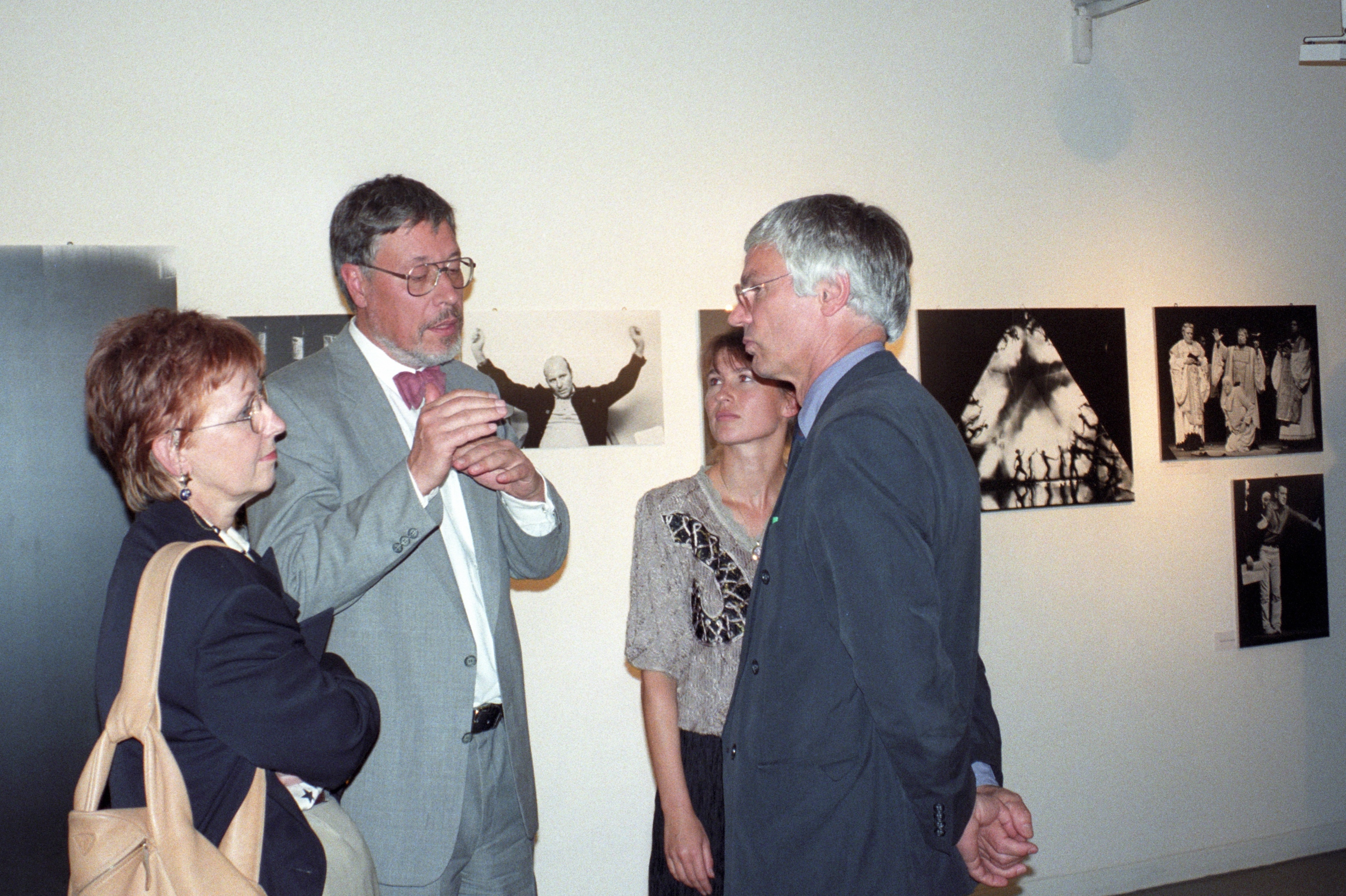
Knut Nevermann (rechts) bei der Eröffnung einer Fotoausstellung in der Hamburgischen Staatsoper (2002)

1988 bis 1997 wirkte Nevermann als Staatsrat in der Kulturbehörde der Freien und Hansestadt Hamburg, ab 1994 war er zugleich Bevollmächtigter Hamburgs beim Bund. 1998 bis 2006 war er Amtschef und Abteilungsleiter der Beauftragten der Bundesregierung für Kultur und Medien unter den Staatsministern Michael Naumann, Julian Nida-Rümelin und Christina Weiss.
Im April 2006 wurde er als Nachfolger von Frank Schmidt, der in den Ruhestand trat, zum Staatssekretär im sächsischen Wissenschaftsministerium berufen. Mit dem Ausscheiden der SPD aus der Staatsregierung nach der Landtagswahl in Sachsen 2009 endete am 30. September 2009 auch seine Amtszeit; Nachfolger wurde Hansjörg König.
Am 26. Oktober 2010 wurde Nevermann vom Berliner Senat mit Wirkung ab dem 1. November 2010 zum Staatssekretär für Wissenschaft und Forschung in der Senatsverwaltung für Bildung, Wissenschaft und Forschung ernannt. Er löste Hans-Gerhard Husung (SPD) ab, der zum Generalsekretär der Gemeinsamen Wissenschaftskonferenz gewählt worden war. Nevermann übte den Posten des Staatssekretärs bis 2014 aus. Danach ernannte Senatorin Sandra Scheeres den Politikwissenschaftler Steffen Krach zum Nachfolger. Von Januar 2017 bis Mitte 2019 leitete er als ehrenamtlicher Vorstand die Aufbauphase der neu gegründeten Bundeskanzler-Helmut-Schmidt-Stiftung.

## Veröffentlichungen (Auswahl)
- Jens Hager: Die Rebellen von Berlin. Studentenpolitik an der Freien Universität. Eine Dokumentation. Hrsg. von Hartmut Häußermann, Niels Kadritzke, Knut Nevermann. Kiepenheuer & Witsch, Köln, Berlin 1967. (=Information Sonderband)
- Der 2. Juni 1967. Studenten zwischen Notstand und Demokratie. Dokumente zu den Ereignissen anläßlich des Schah-Besuches. Herausgegeben vom Verband Deutscher Studentenschaften. Pahl-Rugenstein Verlag, Köln 1967.[6]
- Der Schulleiter. Juristische und historische Aspekte zum Verhältnis von Bürokratie und Pädagogik. (= Veröffentlichung des Max-Planck-Instituts für Bildungsforschung, zugleich Dissertation 1981.) Klett-Cotta, Stuttgart 1982, ISBN 978-3-12-936030-9.
- als Herausgeber: Lokal 2000. Berlin als Testfall. Rowohlt Verlag, Reinbek bei Hamburg 1983, ISBN 3-499-15134-0.
- zusammen mit Martin Baethge, Dieter Lenzen: Organisation, Recht und Ökonomie des Bildungswesens. Bd. 5 der Enzyklopädie Erziehungswissenschaft. Klett-Cotta Verlag, Stuttgart 1984, ISBN 978-3-12-932250-5.
- zusammen mit Christel Hopf, Ingrid Schmidt: Wie kamen die Nationalsozialisten an die Macht. Eine empirische Analyse von Deutungen im Unterricht. (= Veröffentlichung des Max-Planck-Instituts für Bildungsforschung.) Campus-Verlag, Frankfurt am Main 1985, ISBN 978-3-593-33529-2.
- als Herausgeber: Die 68er. Von der Selbst-Politisierung der Studentenbewegung zum Wandel der Öffentlichkeit. VSA-Verlag, Hamburg 2018, ISBN 978-3-89965-793-7.